# Stephensia
Stephensia is een geslacht van vlinders uit de familie van de grasmineermotten (Elachistidae).

## Soorten
- S. abbreviatella (Stainton, 1851)
- S. brunnichella (Linnaeus, 1767) - halsbandmineermot
- S. calpella (Walsingham, 1908)
- S. cedronellae (Walsingham, 1908)
- S. cunilea Braun, 1930
- S. staudingeri Nielsen & Traugott-Olsen, 1981
- S. unipunctella Nielsen & Traugott-Olsen, 1978